# Fran Walsh
Frances Rosemary "Fran" Walsh, MNZM, (n. 10 de enero de 1959 en Wellington) es una guionista y productora cinematográfica neozelandesa. Es la esposa del cineasta Peter Jackson, con quien tiene dos hijos: Billy y Katie Jackson. Walsh ha participado en todas las películas de su marido desde que se conocieron al final de Mal gusto. 

## Filmografía

### Como guionista
- Worzel Gummidge Down Under (6 episodios, 1989)
- Meet the Feebles (1989)
- Braindead (1992)
- Criaturas celestiales (1994)
- Jack Brown Genius (1994)
- The Frighteners (1996)
- El Señor de los Anillos: la Comunidad del Anillo (2001)
- El Señor de los Anillos: las dos torres (2002)
- El Señor de los Anillos: el retorno del Rey (2003)
- King Kong (2005)
- The Lovely Bones (2009)
- El hobbit: un viaje inesperado (2012)
- El hobbit: la desolación de Smaug (2013)
- El hobbit: la batalla de los Cinco Ejércitos (2014)
- Mortal Engines (2018)

### Bandas sonoras
- El Señor de los Anillos: la Comunidad del Anillo (2001, letra de «In Dreams»)
- El Señor de los Anillos: las dos torres (2002, letra de «Gollum's Song»)
- El Señor de los Anillos: el retorno del Rey (2003, «Into the West» y «A Shadow Lies Between Us»)

## Premios y distinciones
Premios Óscar
| Año  | Categoría              | Película                                         | Resultado |
| ---- | ---------------------- | ------------------------------------------------ | --------- |
| 1995 | Mejor guion original   | Criaturas celestiales                            | Nominada  |
| 2002 | Mejor película         | El Señor de los Anillos: la Comunidad del Anillo | Nominada  |
| 2003 | Mejor película         | El Señor de los Anillos: las dos torres          | Nominada  |
| 2004 | Mejor película         | El Señor de los Anillos: el retorno del Rey      | Ganadora  |
| 2004 | Mejor guion adaptado   | El Señor de los Anillos: el retorno del Rey      | Ganadora  |
| 2004 | Mejor canción original | El Señor de los Anillos: el retorno del Rey      | Ganadora  |